# Lucía Mbomio
Lucía Asué Mbomio Rubio (Madrid, 1981), coneguda com a Lucía Mbomio, es una periodista madrilenya nascuda l'any 1981. Actualment és reportera del programa Aquí la Tierra de TVE i col·labora amb la comunitat en línia per a les dones afrodescendents Afroféminas.

## Biografia
És llicenciada en periodisme per la Universidad Complutense de Madrid i màster en Ajuda Internacional i Desenvolupament. A més, és diplomada en Direcció i Guió de Documentals per l'Institut de Cinema de Madrid.
Ha treballat a nombrosos programes de diferents cadenes espanyoles, debutant com a reportera a "Madrid Directo" (Telemadrid). Posteriorment ha format part de l'equip de programes com el "Método Gonzo" d'Antena 3 i "Españoles en el Mundo" de TVE.
Després d'aquest darrer programa, va anar a viure a Guinea Equatorial, país d'origen del seu pare, i a Londres. En tornar va dirigir i guionitzar documentals de "En Tierra de los Nadie" una sèrie sobre projectes socials i humanitaris emesa a Movistar TV.
Actualment és reportera del programa "Aquí la Tierra", que pretén acostar al públic la influència de la climatologia i la meteorologia a nivell divulgatiu. També destaca la seva col·laboració amb la comunitat en línia Afroféminas, que té com a objectiu donar veu a dones afrodescendents i negres de parla hispana.

### Altres col·laboracions
Ha treballat per la televisió pública de Guinea Equatorial (TVGE), fent reportatges sobre patrimoni arquitectònic (junt amb l'arquitecta ndowe-catalana Laida Memba Ikuga), l'embaràs precoç, l'empoderament de persones amb diversitat funcional i l'VIH. També col·laborat amb organismes com ACPP, Amnistia Internacional, Alto Consejo de Comunidades Negras en España o UNICEF o United Nations Population Fund (UNFPA).
Altres col·laboracions han estat l'elaboració de tallers sobre mitjans de comunicació i afrodescendència, l'activisme i l'impartició de classes de reporterisme.

## Obra
El 2017 va publicar la seva primera novel·la titulada Las que se atrevieron (editorial Sial Pigmalion), un recull de sis relats curts sobre dones blanques que es van casar amb homes de Guinea Equatorial durant els darrers anys de la colonització espanyola. La presentació oficial va ser el 24 de maig de 2017 a la galeria Mamah Africa de Madrid.
El 2019 ha publicat Hija del camino (editorial Grijalbo), una novel·la que tracta la identitat, els lligams familiars i la lluita contra el racisme en la qual es narra la història d'una jove espanyola de mare blanca i pare negre que se sent entre dos mons.

## Publicacions
- Las que se atrevieron - 2017
- Hija del camino - 2019

## Premis
- Premi Periodístic Ecovidrio - En la categoria de Televisió pel reportatge ‘Así se Recicla’, emès el 22 d'abril de 2016.[9]